# Lecania inundata
Lecania inundata är en lavart som först beskrevs av Hepp ex Körb., och fick sitt nu gällande namn av M. Mayrhofer. Lecania inundata ingår i släktet Lecania och familjen Ramalinaceae.  Arten är reproducerande i Sverige. Inga underarter finns listade i Catalogue of Life.